# Franz Joseph Kallenbach
Franz Joseph Kallenbach (ur. 28 sierpnia 1893, zm. 11 września 1944 w Darmstadt) – niemiecki mykolog.
Franz Josef Kallenbach studiował w Seminarium im. Ernsta Ludwiga w Bensheim, następnie wykładał w Darmstadt. Był ekspertem od grzybów z rodziny borowikowatych (Boletaceae), a także badał brunatną zgniliznę drewna wywoływaną przez stroczka domowego (Serpula lacrymans), popularnie zwanego grzybem domowym. Opublikował monografię Reihe Die Pilze Mitteleuropas (Mushrooms of Central Europe). Ilustracje do niej wykonała jego żona Maria Callenbach. Obydwoje zginęli podczas brytyjskiego bombardowania Darmstadt w 1944 roku.
Opisał nowe gatunki grzybów. W nazwach naukowych utworzonych przez niego taksonów dodawany jest skrót jego nazwiska Kallenb.

## Niektóre publikacje
- F. Kallenbach, Boletus sulphureus Fries forma silvestris, Annales Mycologici 22 : 1924, 410-414.
- F. Kallenbach, Die Pilze Mitteleuropas, Band 1, Die Röhrlinge (Boletaceae), 1929